# Yulia Savicheva
Yulia Stanislavovna Savicheva (em russo: Ю́лия Станисла́вовна Са́вичева; Kurgan, nascida em 14 de fevereiro de 1987) é uma cantora pop russa que ficou famosa após representar seu país no Festival Eurovisão da Canção 2004, que foi realizado em Istambul, Turquia.

## Discografia
- 2005 - Высоко
- 2005 - Если в сердце живёт любовь
- 2006 - Магнит
- 2008 - Оригами
- 2009 - Первая любовь
- 2012 - Сердцебиение